# علی‌آباد (نخجوان)
علی‌آباد (به ترکی آذربایجانی: Əliabad) یکی از شهرهای جمهوری آذربایجان است که از توابع جمهوری خودمختار نخجوان است. جمعیت این شهر در سرشماری سال ۲۰۱۱ میلادی، ۲۷۰۰ نفر بود.